# 홍수암로
홍수암로(Hongsuam-ro)는 제주특별자치도 제주시 한림읍 금능삼거리 에서 한경면 조수1리 교차로 를잇는 도로이다.

## 주요 경유지
제주특별자치도
- 제주시 (한림읍 . 한경면)

## 노선
| 이름           | 접속 노선                    | 소재지 | 소재지 | 비고 |
| -------------- | ---------------------------- | ------ | ------ | ---- |
| 금능삼거리     | 한림로                       | 제주시 | 한림읍 |      |
| 새못사거리     | 지방도 제1135호선 (일주서로) | 제주시 | 한림읍 |      |
| 새못교         |                              | 제주시 | 한림읍 |      |
| 조수1리 교차로 | 지방도 제1115호선 (용금로)   | 제주시 | 한경면 |      |